# Annie Krouwel-Vlam
Johanna Berendina (Annie) Krouwel-Vlam (ur. 29 czerwca 1928 w Hengelo, zm. 5 września 2013 tamże) – holenderska polityk i urzędniczka, posłanka do Tweede Kamer, od 1977 do 1984 posłanka do Parlamentu Europejskiego.

## Życiorys
Córka polityka Jana Vlama i Dieny Brussen. Kształciła się w wieczorowej szkole handlowej. Zaangażowała się w działalność polityczną w ramach Partii Pracy. Działała w związanej z nią organizacji kobiecej Rooie Vrouwen (jako regionalna szefowa i krajowa wiceszefowa), redagowała też czasopismo tego ruchu. Od 1968 do 1977 zasiadała w radzie prowincji Overijssel. W latach 1977–1979 należała do Tweede Kamer (początkowo w zastępstwie innego posła, w 1977 uzyskała reelekcję).
Od 1977 do 1984 zasiadała w Parlamencie Europejskim, w 1979 została wybrana w wyborach bezpośrednich na europosłankę I kadencji. Przystąpiła do frakcji socjalistycznej, należała m.in. do Komisji ds. Środowiska Naturalnego, Zdrowia Publicznego i Ochrony Konsumentów oraz Komisji ds. Regulaminu i Petycji. Później od 1990 do 2000 kierowała Nationaal Comité 4 en 5 mei, państwową organizacją upamiętniającą ofiary II wojny światowej.
Była mężatką, miała dzieci. Deklarowała się jako ateistka. W 1999 została kawalerem Orderu Oranje-Nassau.